# Kim Min-jae (sztangista)
Kim Min-jae (kor. 김민재; ur. 13 października 1983 w Gyeonggi) – południowokoreański sztangista, wicemistrz olimpijski i mistrz świata.

## Przebieg kariery
W 2009 brał udział w mistrzostwach świata w Goyang, gdzie wywalczył złoty medal, uzyskując 384 kg w dwuboju. Niedługo później wywalczył srebrny medal w igrzyskach Azji Wschodniej.
W 2012 wziął udział w letnich igrzyskach olimpijskich w Londynie. Podczas tych zmagań sztangista w swej kategorii wagowej (94 kg) uzyskał rezultat 395 kg w dwuboju. Wynik ten pierwotnie dawał mu 8. pozycję, jednak ujawnione w 2016 roku liczne afery dopingowe spowodowały, że Koreańczyk w tej konkurencji zdobył ostatecznie srebrny medal olimpijski. W 2014 rozpoczął starty w zawodach międzynarodowych w innej kategorii wagowej (do 105 kilogramów). W tym samym roku zdobył srebrny medal na igrzyskach azjatyckich w Incheon.

## Osiągnięcia
| Rok  | Zawody                      | Miasto     | Miejsce | Kategoria | Wynik  |
| ---- | --------------------------- | ---------- | ------- | --------- | ------ |
| 2009 | Mistrzostwa świata          | Goyang     | 1.      | 94 kg     | 384 kg |
| 2010 | Mistrzostwa świata          | Antalya    | –       | 94 kg     | 0 kg   |
| 2010 | Igrzyska azjatyckie         | Kanton     | 3.      | 94 kg     | 383 kg |
| 2011 | Mistrzostwa Azji            | Tongling   | 1.      | 94 kg     | 388 kg |
| 2011 | Mistrzostwa świata          | Paryż      | 7.      | 94 kg     | 396 kg |
| 2012 | Mistrzostwa Azji            | Pyeongtaek | 1.      | 94 kg     | 386 kg |
| 2012 | Letnie igrzyska olimpijskie | Londyn     | 2.      | 94 kg     | 395 kg |
| 2014 | Igrzyska azjatyckie         | Incheon    | 2.      | 105 kg    | 397 kg |
| 2014 | Mistrzostwa świata          | Ałmaty     | 8.      | 105 kg    | 395 kg |